# Théâtre Juliusz Osterwa

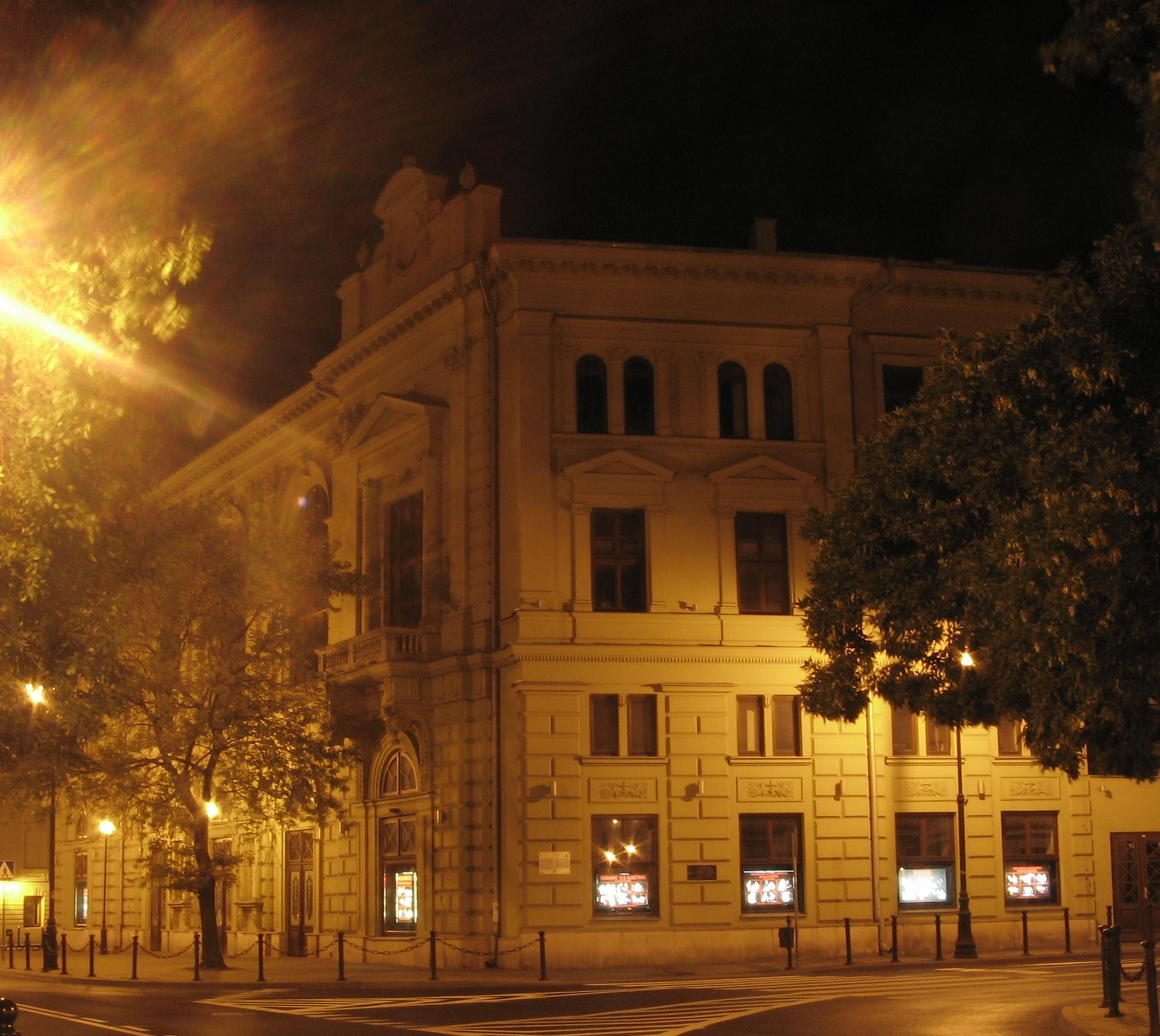
Théâtre Juliusz Osterwa vu de la place Wolności

Le théâtre Juliusz Osterwa à Lublin est un théâtre de la ville de Lublin en Pologne. Il a été fondé en 1886. 

## Histoire et description
En 2006, lors d'un gala célébrant les 120 ans du Théâtre, le maréchal de la Voïvodie de Lublin, Edward Wojtas, a remis à l'établissement la Médaille d'or du mérite culturel